# Mathewsoconcha phillipii
Mathewsoconcha phillipii är en snäckart som först beskrevs av Gray 1834.  Mathewsoconcha phillipii ingår i släktet Mathewsoconcha och familjen Helicarionidae. Inga underarter finns listade i Catalogue of Life.